# سنيفيركا
سني فيركا هو أحد الملوك المصريين الأوائل الذين يعتقد أنه حكم في نهاية عصر الأسرة الأولى. فترة حكمه غير معروفة تحديدًا، ولكن من المحتمل أنها كانت قصيرة وترتيبها الزمني مجهول.